# Ворнер (переписна місцевість, Нью-Гемпшир)
Ворнер (англ. Warner) — переписна місцевість (CDP) в США, в окрузі Меррімак штату Нью-Гемпшир. Населення — 453 особи (2020).

## Географія
Ворнер розташований за координатами 43°17′3″ пн. ш. 71°49′26″ зх. д. / 43.28417° пн. ш. 71.82389° зх. д. (43.284243, -71.824022).  За даними Бюро перепису населення США в 2010 році переписна місцевість мала площу 2,07 км², уся площа — суходіл.

## Демографія
Згідно з переписом 2010 року, у переписній місцевості мешкали 444 особи в 204 домогосподарствах у складі 118 родин. Густота населення становила 214 осіб/км².  Було 216 помешкань (104/км²).
Расовий склад населення:
| - 98,6 % — білих - 0,2 % — корінних американців - 0,2 % — чорних або афроамериканців |

До двох чи більше рас належало 0,9 %. Частка іспаномовних становила 0,0 % від усіх жителів.
За віковим діапазоном населення розподілялося таким чином: 19,1 % — особи молодші 18 років, 55,7 % — особи у віці 18—64 років, 25,2 % — особи у віці 65 років та старші. Медіана віку мешканця становила 47,8 року. На 100 осіб жіночої статі у переписній місцевості припадало 87,3 чоловіків;  на 100 жінок у віці від 18 років та старших — 84,1 чоловіків також старших 18 років.
Середній дохід на одне домашнє господарство  становив 66 315 доларів США (медіана — 53 657), а середній дохід на одну сім'ю — 80 690 доларів (медіана — 60 972). За межею бідності перебувало 4,1 % осіб, у тому числі 0,0 % дітей у віці до 18 років та 0,0 % осіб у віці 65 років та старших.
Цивільне працевлаштоване населення становило 177 осіб. Основні галузі зайнятості: освіта, охорона здоров'я та соціальна допомога — 41,2 %, фінанси, страхування та нерухомість — 15,8 %, виробництво — 11,9 %.